# فانتوماس

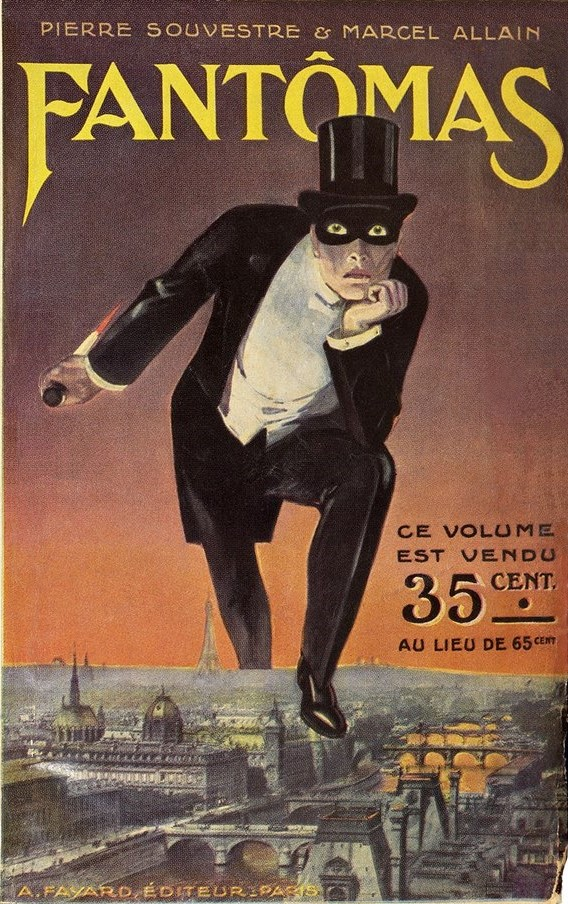
فانتوماس

فانتوماس (بالفرنسية: Fantômas)‏ هو شخصية أدبية خيالية من اختراع بيار سوفاستر (1874–1914) ومارسيل ألان (1885–1969)، وبعدها اشتهر حين قام المخرج الفرنسي لويس فوياد المختص في الأفلام الخيالية بإدخال الشخصية للسينما سنة 1913.
فانتوماس هو أحد أشهر الشخصيات في تاريخ أدب الجريمة الفرنسي، وظهر أول مرة في عام 1911 ليظهر في ما مجموعه 32 مجلدا بقلم الكاتبين، ثم 11 مجلد لاحق كتبها ألان وحدها بعد وفاة سوفيستر. كما كانت الشخصية أيضا أساسا لمختلف الاقتباسات في السينما والتلفزيون والقصص المصورة. وهو يمثل نقلة في تاريخ أدب الجريمة، وذلك بانتقال الأدب من أشرار الرواية القوطية من القرن التاسع عشر إلى السفاحين في العصر الحديث.
توقعت الكتب والأفلام التي خرجت في تتابع سريع أساليب الإنتاج الحالية في هوليوود، في ناحيتين: أولا، يوزع المؤلفون الكتابة فيما بينهم؛ حيث كانا يضعان حبكة عامة بينهما ثم ينطلقان ويكتبان الفصول بديلة بشكل مستقل عن بعضها البعض، ويلتقيان لربط نصفي القصة معا في الفصل الأخير. يسمح هذا النهج للمؤلفين لإنتاج رواية شهريا بالتقريب. ثانيا، فإن حقوق الفيلم على الكتب يتم التقاطها على الفور. ضمن هذا النظام أن تنتج استوديوهات الأفلام تتمات بشكل موثوق.